# Nikolaj Vasiljevič Ogarkov
Nikolaj Vasiljevič Ogarkov (rusko Николай Васильевич Огарков), sovjetski vojaški častnik, * 30. oktober 1917, Molokovo, Tverska gubernija, † 23. januar 1994, Moskva
Bil je ugledna vojaška osebnost. Leta 1977 je postal maršal Sovjetske zveze. Med letoma 1977 in 1984 je bil poveljnik generalštaba Sovjetskih oboroženih sil. Na Zahodu je postal znan kot predstojnik za odnose z javnostmi po sestrelitvi Korean Air Lines let 007 pri otoku Moneron septembra 1983. 6. septembra 1984 je bil odstavljen z mesta poveljnika generalštaba.

## Življenjepis
Leta 1938 se je pridružil Rdeči armadi, leta 1941 pa je diplomiral na moskovski vojaški inženirski akademiji Kujbiševa. Na začetku operacije Barbarossa je bil nastanjen blizu Łomże kot inženir v 17. pehotni diviziji na Zahodni fronti. Pozneje je služil na Karelijski, 1. ukrajinski in 2. ukrajinski fronti. 11. aprila 1945 je bil ranjen. Julija se je vrnil iz bolnišnice, tri mesece pozneje pa je postal pomočnik poveljnika generalštaba 27. armade Karpatskega vojaškega okrožja. Istega leta je postal član KPSZ.
Leta 1947 je ponovno zaključil študij na Inženirski akademiji Kujbiševa. 4. septembra 1950 je postal polkovnik, leta 1955 pa namestnik Daljnevzhodnega vojaškega okrožja. 11. julija 1957 je postal generalpolkovnik. Istega leta je začel študij na Akademiji generalštaba, ki ga je zaključil leta 1959. Nato je bil med letoma 1959 in 1961 poveljnik 20. gardne motorizirane strelske divizije v Vzhodni Nemčiji, decembra 1961 pa postane namestnik poveljnika Beloruskega vojaškega okrožja.
Leta 1968 je bil namemstnik poveljnika generalštaba Sovjetskih oboroženih sil. Med letoma 1971 in 1991 je bil član centralnega komiteja KPSZ. 8. januarja 1977 je general Ogarkov postal poveljnik generalštaba Sovjetskih oboroženih sil in prvi namestnik sovjetskega ministra za obrambo, 14. januarja 1977 pa je postal maršal Sovjetske zveze. V 70. letih je imel pomembno vlogo pri pogovorih o omejevanju oborožitvene tekme z ZDA (SALT). Bil je odločen nasprotnik sovjetske invazije na Afganistan leta 1979, zaradi česar je imel nesoglasja s sovjetskim ministrom za obrambo Dmitrijem Ustinovim.
Ogarkov je bil velik zagovornik preoblikovanja ogromnega, okornega sovjetskega vojaškega stroja v manjše, kompaktne, udarne sile, osredotočene na napredno tehnologijo.